# Lemonade
"Lemonade" este un single semnat Alexandra Stan, scris de către Marcel Prodan și Andrei Nemirschi, lansat pe 12 iunie 2012. Piesa s-a bucurat de un succes mare, ajungând în Romanian Top 100, dar și în topuri internaționale ale unor tări precum Italia, Ungaria și Japonia. În noiembrie 2012 a primit discul de aur de la Federația Industriei Muzicale Italiene pentru vânzări de peste 15,000 de unități.

## Videoclip
Filmările pentru videoclipul piesei Lemonade au avut loc la începutul lunii aprilie  la studiourile din Buftea în regia lui Iulian Moga. Alături de ea, Alexandra Stan are celebrii polițiști care au apărut mai mereu de la Mr.Saxobeat încoace. Videoclipul prezintă o imagine veselă și dinamică, ce transmite mesajul verii. A fost lansat pe 4 iunie 2012 împreună cu melodia și a reușit să strângă peste 60.000.000 de vizualizări pe YouTube.

## Track listing
| Digital Download 1. Lemonade (Radio Edit) - 3:30 UK Edition 1. Lemonade (UK Edit) - 2:47 2. Lemonade (Original) - 3:31 3. Lemonade (Cahill Edit) - 3:03 4. Lemonade (Rudedog Radio Edit) - 3:43 5. Lemonade (Cahill Club Mix) - 6:04 6. One Million (UK Edit) - 2:28 CD Single - 3beat 1. Lemonade (UK Edit) - 2:47 2. Lemonade (Original) - 3:31 3. Lemonade (Cahill Edit) - 3:03 4. Lemonade (Rudedog Radio Edit) - 3:43 5. Lemonade (Cahill Club Mix) - 6:04 6. Lemonade (Rudedog Remix) - 7:49 7. Lemonade (Rudedog Dub) - 7:47 | CD Single - e² 1. Lemonade (Da Brozz Remix) - 5:05 2. Lemonade (Fedo Mora and Oki Doro Remix) - 4:56 3. Lemonade (Rudeejay Remix) - 5:50 4. Lemonade (Rudeejay Radio Edit) - 3:03 5. Lemonade (Topakabana Remix) - 4:20 6. Lemonade (Karmin Shiff and Marco Zardi Remix) - 4:46 7. Lemonade (Radio Edit) - 3:32 Remixes EP 1. Lemonade (Da Brozz Remix) - 5:05 2. Lemonade (Fedo Mora and Oki Doro Remix) - 4:56 3. Lemonade (Rudeejay Remix) - 5:50 4. Lemonade (Rudeejay Radio Edit) - 3:03 5. Lemonade (Topakabana Remix) - 4:20 6. Lemonade (Karmin Shiff and Marco Zardi Remix) - 4:46 |

## Topuri și premii
| Grafic 2012                       | Poziția |
| --------------------------------- | ------- |
| Bulgaria (IFPI)                   | 1       |
| Croația (Airplay Radio Chart)     | 44      |
| Estonia (European Hit Radio)      | 26      |
| Republica Cehă (IFPI)             | 70      |
| Ungaria (Dance Top 40)            | 38      |
| Japonia (Billboard Japan Hot 100) | 27      |
| Italia (FIMI)                     | 29      |
| România (Romanian Top 100)        | 12      |
| Slovacia (IFPI)                   | 17      |
| Turcia (Single Top 100)           | 3       |

| Țara   | Proveniența | Premiul       |
| ------ | ----------- | ------------- |
| Italia | FIMI        | Discul de Aur |

## Lansările
| Țara           | Data              | Format           | Casă discuri   |
| -------------- | ----------------- | ---------------- | -------------- |
| Italia         | 12 iunie 2012     | Airplay          | Ego            |
| România        | 14 iunie 2012     | Digital Download | MediaPro       |
| Italia         | 15 iunie 2012     | Digital Download | Ego            |
| Japonia        | 1 august 2012     | Digital Download | Victor         |
| Spania         | 7 august 2012     | Digital Download | Blanco y Negro |
| United Kingdom | 7 octombrie 2012  | Digital Download | 3Beat          |
| United States  | 16 octombrie 2012 | Digital Download | Ultra          |